# NGC 1130
NGC 1130 ist eine kompakte Galaxie vom Hubble-Typ C im Sternbild Perseus am Nordsternhimmel. Sie ist schätzungsweise 281 Millionen Lichtjahre von der Milchstraße entfernt und hat einen Durchmesser von etwa 40.000 Lichtjahren.

Im selben Himmelsareal befinden sich u. a. die Galaxien NGC 1129, NGC 1131, IC 265, IC 266.
Das Objekt wurde am 8. Dezember 1855 vom irischen Astronomen William Parsons entdeckt.